# Porphyrinia striantula
Porphyrinia striantula är en fjärilsart som beskrevs av Edward P. Wiltshire 1961. Porphyrinia striantula ingår i släktet Porphyrinia och familjen nattflyn. Inga underarter finns listade i Catalogue of Life.